# محمد الصالح الجابري
محمد الصالح الجابري (توزر، 14 فيفري 1940 - أريانة، 19 جوان 2009) باحث وأديب تونسي. اهتمّ محمد صالح الجابري بالتأريخ للحركة الثقافية والأدبية للبلاد المغاربية، مركّزا اهتمامه على الجزائر وليبيا وتونس، كما يتجلّى ذلك في دراساته وبحوثه التي تتناول الثقافة والأدب التونسيين. تميّز محمد صالح الجابري، فضلا عن كونه شاعرا، بكتاباته السردية في القصة والرواية. ويلاحظ ميله إلى الأدب السردي الواقعي الذي يجمع بين التسجيلي والتاريخي في أسلوب واضح مباشر.

## تكوينه
درس بمسقط رأسه بمدينة توزر، فدخل الكتاب في سن مبكر، ثم تابع دراسته بمدرسة «ابن شباط» الابتدائية حتى 1953 حيث واصل الدراسة بالمعهد الثانوي بمدينة توزر.
ثم تحول إلى العاصمة لمواصلة دراسته بالزيتونة حيث أحرز شهادة التحصيل عام 1961 كما درس ببغداد حيث أحرز الإجازة وحصل بجامعة الجزائر على الدكتوراه حول محمود بيرم التونسي، وذلك بعد حصوله على شهادة الدراسات المعمقة من الجزائر أيضا عام 1980.

## في الألكسو
عمل محمد الصالح الجابري معلما بضاحية الوردية بالعاصمة وأستاذا للتعليم الثانوي بالمنستير ثم ألحق بوزارة الثقافة مديرا لمصلحة الآداب ثم عين مديرا للمركز الثقافي التونسي بطرابلس، وفي سبتمبر 1979 التحق بالألكسو حيث أشرف على إدارة الثقافة إلى أن بلغ سن التقاعد عام 2000، وعين منذ ذلك على رأس مشروع موسوعة أعلام وعلماء العرب والمسلمين التي صدر منها حتى الآن 19 مجلدا.
من المهام التي تولاها: منصب كاتب عام لرابطة القلم الجديد، وعضو في جمعية القصة والرواية لاتحاد الكتاب التونسيين، واتحاد الكتاب العرب، ومدير المركز الثقافي التونسي بطرابلس.
صدر له رواية ليلة السنوات العشر سنة 1982 وتم اختيارها بين «أفضل مائة رواية عربية».

## أعماله
الرواية
- يوم من أيام زمرا،[7][8] وهي رواية وقد صدرت منها ست طبعات أولاها عام 1968، ثم على التوالي أعوام: 1983، 1988، 1999، 2001، 2004، وقد حولها علي عبيد إلى شريط سينمائي بعنوان : رديف 54.
- البحر ينشر ألواحه عام 1971 [9][10]
- ليلة السنوات العشر (حولت إلى شريط سينمائي أخرجه إبراهيم باباي عام 1982)[11]

القصة
- إنه الخريف يا حبيبتي 1971[12]
- الرخ يجول في الرقعة 1980 [13]

### المسرحيات
- كيف لا أحب النهار؟ 1979[14]

### الدراسات
- الشعر التونسي المعاصر خلال قرن 1974 [15][16]
- الشعر التونسي الحديث 1975[17]
- القصة التونسية نشأتها وروادها 1977 [18]
- الأدب الجزائري المعاصر، دار الجيل، بيروت، 2005.[19]
- أبعد المسافات 1978 [20][21]
- الأدب الجزائري في تونس، قرطاج، 1991.[22]
- دراسات في الأدب التونسي 1979 مع ثلة من خيرة ادباء تونس[23]
- يوميات الجهاد الليبي في الصحافة التونسية (الجزء 1 والجزء 2) عام 1983 [24][25]
- النشاط العلمي والفكري للمهاجرين الجزائريين بتونس عام 1983[26]
- الكتابة القصصيّة في تونس دراسة مشتركة قام بها الكاتب ونشرت عام 1992
- وضع القصيدة في الشعر التونسي المعاصر[27]
- محمود بيرم التونسي في المنفى : حياته وآثاره، دار الغرب الإسلامي[28][29]
- الوعي القومي والديني عند الشعراء الجزائريين المهاجرين إلى تونس.[30]
- من ثقب الإبرة : رؤى في الثقافة والحياة[31]
- رحلات جزائرية، دار الغرب الإسلامي، بيروت، 2001.[32]

## في الإذاعة
أنتج الكاتب العديد من البرامج الإذاعية لفائدة الإذاعة التونسية ومن أهمها: قصاصات وهو برنامج أسبوعي رجال عاهدوا الله على... وهو برنامج ديني .
كما بثت التلفزة التونسية من إنتاجه مسلسلا تحت عنوان باب الخوخة.

## تخليدا له
تخليدا لذكراه أطلق اسمه على نهج محاذ لمدينة الثقافة بالعاصمة التونسية تونس «نهج محمد صالح الجابري»